# Храм-часовня Воскресения Христова в Дахау
Храм-часовня Воскресения Христова в Дахау — часовня Берлинской и Германской епархии Русской православной церкви, возведённая в 1994 году на территории бывшего концентрационного лагеря Дахау.

## История
Часовня была возведена по проекту архитектора В. И. Уткина в 1994 года в память о соотечественниках, погибших в Дахау и других концлагерях Третьего рейха. Воздвигнута в стиле деревянных шатровых церквей русского севера и воплощает в себе характерные черты их особой строгой красоты. Сруб и все детали были изготовлены во Владимирской области, сборкой часовни занималась группа военных строителей из Западной группы войск Российской Федерации, покидавшей в то время территорию Германии. Сейчас часовня является одним из религиозных памятников, наряду с католическим и протестантскими церквями на территории бывшего концлагеря.
Важная роль в возведении часовни принадлежит архиепископу Клинскому Лонгину (Талыпину), который обратился к руководству Русской Православной Церкви, а также к российским властям с просьбой воздвигнуть православную часовню как место поминовения узников нацистских концлагерей. Свято-Воскресенская часовня стала первой и до настоящего времени единственной православной церковью на территории бывших концлагерей в Германии. В интервью архиепископ Лонгин так рассказывал о её создании:

На то время ни в одном из бывших концентрационных лагерей не было места поминовения русских по православному чину. Нигде не было ни одной православной часовни, куда можно было бы прийти и помолиться об упокоении наших соотечественников, отдавших свои жизни за Россию, за Христа.

Для меня было очевидно, что эта ситуация ненормальная и нужно что-то делать. Я поставил перед церковным начальством и руководством России вопрос о строительстве православной часовни в одном из самых страшных мест на земле, месте убийств и мучений сотен тысяч людей, бывшем концентрационном лагере в Дахау" («Небесная Владычица вела меня в жизни». Памяти архиепископа Клинского Лонгина).
В год 50-летия окончания Второй мировой войны состоялось освящение часовни. 29 апреля 1995 года — в день 50-летия освобождения узников Дахау. Чин великого освящения часовни совершил митрополит Нижегородский и Арзамасский Николай (Кутепов). 20 ноября 1995 года, во время своего визита в Германию, храм-часовню посетил патриарх Московский и всея Руси Алексий II, который отслужил здесь заупокойную литию.
Впоследствии был образован Свято-Воскресенский приход Дахау и Мюнхена. 28 августа 1996 году архиепископом Берлинским и Германским Феофаном (Галинским) в праздник Успения Пресвятой Богородицы был рукоположён и направлен на служение в этот приход священник Николай Забелич. Первая Божественная Литургия в Свято-Воскресенской часовне была отслужена 8 сентября 1996 года в день памяти Владимирской иконы Божией Матери и святых мучеников Адриана и Наталии.
С этого дня богослужения в храме-часовне совершаются регулярно. В 1999 году бывший мэр города Москвы Юрий Лужков преподнёс в дар часовне большую икону Георгия Победоносца.
Особое настроение создают храмовые иконы. «Моление о чаше» и «Поцелуй Иуды» связаны с темами предательства и страданий Иисуса Христа, что напоминает о страданиях, которые понесли тысячи невинных заключённых.
Внимания заслуживает также необычная запрестольная икона, на которой идёт воскресший Спаситель и выводит на свободу многочисленных узников из Дахау. Эта икона, а также ещё четыре центральных образа («Моление о Чаше», «Поцелуй Иуды», Богоматерь и Спаситель) были написаны специально для часовни немецкой иконописицей из Бонна Анжелой Хаузер. Почитаемой храмовой иконой является образ святителя Николая Сербского (Велимировича), авторитетного православного духовного писателя XX в., который также был узником концлагеря Дахау с сентября 1944 г. до февраля 1945 г.